# Giovanni Paleologo (despota)
Giovanni Paleologo (in greco Ιωάννης Κομνηνός Παλαιολόγος?, Iōannēs Komnēnos Palaiologos; 1225 circa – dopo il 1275) è stato un generale bizantino, sebastocratore e despota.
Figlio di Andronico Paleologo e Teodora Paleologa, era il fratello dell'imperatore bizantino Michele VIII Paleologo.

## Biografia
Nel 1259 fu nominato sebastocratore dal fratello Michele VIII Paleologo.

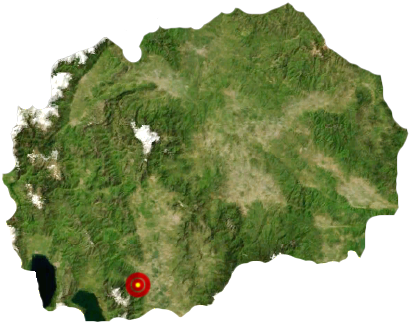
La città di Bitola, nell'attuale Macedonia del Nord, dove fu combattuta la battaglia di Pelagonia.

Nei primi mesi del 1259 Michele mandò un grande esercito per liberare la Grecia dal giogo latino, la spedizione era comandata da Giovanni e Alessio Strategopulo, che era un generale bizantino con il titolo di Gran Domestico. Poco dopo diede ordine di attaccare i nemici, quasi tutti latini. I due eserciti erano schierati davanti a Pelagonia: per buona sorte dei bizantini l'esercito nemico di fatto si autodistrusse poiché era formato da due alleanze importanti: Impero latino e Despotato d'Epiro. Il Despota Michele II Ducas e il figlio Giovanni Ducas pensavano (sbagliando) che, appena si fossero scontrati coi bizantini, i latini sarebbero fuggiti in modo che l'esercito del despotato potesse essere massacrato. Giovanni il bastardo, anch'egli figlio di Michele Ducas, passò dalla parte dei bizantini, perché Villehardouin lo svillaneggiava ricordando come fosse nato da una relazione extraconiugale. Quando iniziò la battaglia Giovanni Paleologo e Alessio Strategopulo si ritrovarono a combattere soli contro la cavalleria di Manfredi e di Villehardouin, la cavalleria fu in un istante massacrata dagli arcieri cumani dello schieramento bizantino. In breve Manfredi si arrese, mente Villehardouin fuggì, verso un pagliaio nei pressi di Castoria, ma fu ritrovato, e riconosciuto per i suoi denti sporgenti, e quindi catturato.
Dopo la grande vittoria della battaglia di Pelagonia l'esercito bizantino si divise in due parti: Giovanni Paleologo andò alla conquista della Tessaglia, mentre Alessio Strategopulo marciò verso il Despotato d'Epiro, per espugnarne la capitale, Arta. Giovanni poi affidò i territori conquistati ad Alessio Strategopulo. Nel 1260 gli fu dato il titolo di despota.
Nel 1275, Giovanni Paleologo, per ordine del fratello, Michele VIII Paleologo, attaccò Giovanni il bastardo in Tessaglia, che sconfisse nella battaglia di Neopatria.
Dopo questi fatti Giovanni passò il resto della sua vita nella corte Imperiale bizantina, e a volte partecipava a qualche campagna militare.

## Ascendenza
|                              |                                 |                             | Genitori                 |  |  | Nonni |  |  | Bisnonni                   |  |  | Trisnonni |  |
|                              |                                 |                             |                          |  |  |       |  |  | ? Michele Ducas Paleologo? |  |  | …         |  |
|                              |                                 |                             |                          |  |  |       |  |  | ? Michele Ducas Paleologo? |  |  | …         |  |
|                              |                                 | …                           |                          |  |  |       |  |  | ? Michele Ducas Paleologo? |  |  |           |  |
| Alessio Paleologo            |                                 |                             |                          |  |  |       |  |  | ? Michele Ducas Paleologo? |  |  |           |  |
|                              |                                 | …                           | …                        |  |  |       |  |  |                            |  |  |           |  |
|                              |                                 | …                           | …                        |  |  |       |  |  |                            |  |  |           |  |
|                              |                                 | …                           | …                        |  |  |       |  |  |                            |  |  |           |  |
| Andronico Paleologo          |                                 | …                           |                          |  |  |       |  |  |                            |  |  |           |  |
|                              |                                 | Giovanni Cantacuzeno        | …                        |  |  |       |  |  |                            |  |  |           |  |
|                              |                                 | Giovanni Cantacuzeno        | …                        |  |  |       |  |  |                            |  |  |           |  |
|                              |                                 | Giovanni Cantacuzeno        | …                        |  |  |       |  |  |                            |  |  |           |  |
| Irene Comnena                |                                 | Giovanni Cantacuzeno        |                          |  |  |       |  |  |                            |  |  |           |  |
|                              |                                 | Maria Comnena               | Andronico Comneno        |  |  |       |  |  |                            |  |  |           |  |
|                              |                                 | Maria Comnena               | Andronico Comneno        |  |  |       |  |  |                            |  |  |           |  |
|                              |                                 | Maria Comnena               | Irene Aineidasa          |  |  |       |  |  |                            |  |  |           |  |
| Giovanni Paleologo           |                                 | Maria Comnena               |                          |  |  |       |  |  |                            |  |  |           |  |
|                              | Giorgio Comneno Ducas Paleologo | …                           |                          |  |  |       |  |  |                            |  |  |           |  |
|                              | Giorgio Comneno Ducas Paleologo | …                           |                          |  |  |       |  |  |                            |  |  |           |  |
|                              | Giorgio Comneno Ducas Paleologo | …                           |                          |  |  |       |  |  |                            |  |  |           |  |
| Alessio Paleologo            | Giorgio Comneno Ducas Paleologo |                             |                          |  |  |       |  |  |                            |  |  |           |  |
|                              |                                 | ?Irene Comnena Cantacuzena? | …                        |  |  |       |  |  |                            |  |  |           |  |
|                              |                                 | ?Irene Comnena Cantacuzena? | …                        |  |  |       |  |  |                            |  |  |           |  |
|                              |                                 | ?Irene Comnena Cantacuzena? | …                        |  |  |       |  |  |                            |  |  |           |  |
| Teodora Angelina Paleologina |                                 | ?Irene Comnena Cantacuzena? |                          |  |  |       |  |  |                            |  |  |           |  |
|                              |                                 | Alessio III Angelo          | Andronico Ducas Angelo   |  |  |       |  |  |                            |  |  |           |  |
|                              |                                 | Alessio III Angelo          | Andronico Ducas Angelo   |  |  |       |  |  |                            |  |  |           |  |
|                              |                                 | Alessio III Angelo          | Eufrosina Castamonitissa |  |  |       |  |  |                            |  |  |           |  |
| Irene Angelina               |                                 | Alessio III Angelo          |                          |  |  |       |  |  |                            |  |  |           |  |
|                              |                                 | Eufrosina Ducena Camatera   | Andronico Camatero       |  |  |       |  |  |                            |  |  |           |  |
|                              |                                 | Eufrosina Ducena Camatera   | Andronico Camatero       |  |  |       |  |  |                            |  |  |           |  |
|                              |                                 | Eufrosina Ducena Camatera   | …                        |  |  |       |  |  |                            |  |  |           |  |
|                              |                                 | Eufrosina Ducena Camatera   |                          |  |  |       |  |  |                            |  |  |           |  |